# Silius
Silius település Olaszországban, Szardínia régióban, Cagliari megyében. Lakosainak száma 1033 fő (2023. január 1.). Silius Ballao, Goni, San Basilio, San Nicolò Gerrei és Siurgus Donigala községekkel határos.

## Népesség
A település lakossága az elmúlt években az alábbi módon változott:
| Lakosok száma | 1188 | 1168 | 1033 |
|               | 2017 | 2018 | 2023 |